# سيكتوس الثاني
سيكتوس الثاني هو بابا الكنيسة الكاثوليكية الرابع والعشرين وقديس وفق المعتقدات المسيحية، كان أسقف روما بين 30 اغسطس 257 حتى وفاته في 6 أغسطس 258، خلفًا للبابا ستيفان الأول.
وفقا للتقليد فإن البابا سيكتوس الثاني يوناني المولد، لكن هذا ليس بمؤكد فهناك تضارب في المصادر حول هويته.